# Leo Carrillo
Leo Carrillo (Los Angeles, 6 augustus 1881 - Santa Monica, 10 september 1961) was een Amerikaans acteur. Hij was bekend om zijn rol als Pancho in de televisieserie The Cisco Kid. 
Hij was getrouwd met Edith Haeselbarth van 1913 tot haar dood in 1953. Samen hadden ze één dochter.

## Filmografie
- At the Ball Game (1927)
- Hellgate of Soissons (1928)
- The Foreigner (1928)
- Mister Antonio (1929)
- The Guilty Generation (1931)
- Lasca of the Rio Grande (1931)
- Homicide Squad (1931)
- Hell Bound (1931)
- Men Are Such Fools (1932)
- Deception (1932)
- The Broken Wing (1932)
- Girl of the Rio (1932)
- Second Fiddle (1932)
- Before Morning (1933)
- Moonlight and Pretzels (1933)
- Obey the Law (1933)
- Racetrack (1933)
- Parachute Jumper (1933)
- The Band Plays On (1934)
- The Gay Bride (1934)
- Manhattan Melodrama (1934)
- Viva Villa! (1934)
- Four Frightened People (1934)
- If You Could Only Cook (1935)
- Love Me Forever (1935)
- In Caliente (1935)
- The Winning Ticket (1935)
- The Gay Desperado (1936)
- Moonlight Murder (1936)
- It Had to Happen (1936)
- Manhattan Merry-Go-Round (1937)
- The Barrier (1937)
- 52nd Street (1937)
- Hotel Haywire (1937)
- I Promise to Pay (1937)
- History Is Made at Night (1937)
- Flirting with Fate (1938)
- Too Hot to Handle (1938)
- City Streets (1938)
- Blockade (1938)
- The Girl of the Golden West (1938)
- Little Miss Roughneck (1938)
- Rio (1939)
- Chicken Wagon Family (1939)
- The Girl and the Gambler (1939)
- Society Lawyer (1939)
- The Arizona Wildcat (1939)
- Fisherman's Wharf (1939)
- One Night in the Tropics (1940)
- Wyoming (1940)
- Captain Caution (1940)
- Lillian Russell (1940)
- 20 Mule Team (1940)
- Road Agent (1941)
- Honolulu Lu (1941)
- The Kid from Kansas (1941)
- Riders of Death Valley (1941)
- Tight Shoes (1941)
- Barnacle Bill (1941)
- Horror Island (1941)
- American Empire (1942)
- Sin Town (1942)
- Timber! (1942)
- Men of Texas (1942)
- Top Sergeant (1942)
- Danger in the Pacific (1942)
- Escape from Hong Kong (1942)
- Unseen Enemy (1942)
- What's Cookin'? (1942)
- Crazy House (1943)
- Larceny with Music (1943)
- Phantom of the Opera (1943)
- Frontier Badmen (1943)
- Bowery to Broadway (1944)
- Moonlight and Cactus (1944)
- Gypsy Wildcat (1944)
- Ghost Catchers (1944)
- Mexicana (1945)
- Crime, Inc. (1945)
- Under Western Skies (1945)
- The Fugitive (1947)
- The Valiant Hombre (1948)
- Satan's Cradle (1949)
- The Daring Caballero (1949)
- The Gay Amigo (1949)
- Pancho Villa Returns (1950)
- The Girl from San Lorenzo (1950)
- Tournament of Roses (1954)

## Televisieseries
- The Cisco Kid (1950-1956)
- The Red Skelton Hour (1958)
- Men of Annapolis (1958)